# Mythic Quest
Mythic Quest je americký komediální televizní seriál, který vytvořili Charlie Day, Megan Ganz a Rob McElhenney pro Apple TV+. Seriál měl premiéru 7. února 2020 a sleduje fiktivní videoherní studio, které vyvíjí populární MMORPG s názvem Mythic Quest. 
Apple TV+ udělil seriálu druhou řadu již 18. ledna 2020, tedy ještě před premiérou první řady. Speciální epizoda s názvem „Karanténa“ byla vydána 22. května 2020, přičemž druhá speciální epizoda „Everlight“ byla vydána 16. dubna 2021, před premiérou druhé řady. Druhá řada měla premiéru 7. května 2021. V říjnu 2021 byl seriál prodloužen o třetí a čtvrtou řadu.

## Děj
Seriál sleduje fiktivní videoherní studio, které vyvíjí Mythic Quest, populární MMORPG, vedené tvůrcem hry Ianem Grimmem (Rob McElhenney). Na začátku seriálu se studio chystá vydat hlavní rozšíření hry s názvem Raven's Banquet. Grimm, kreativní ředitel hry, se dohaduje s hlavní programátorkou Poppy Liovou (Charlotte Nicdao), vedoucím oddělení monetizace Bradem Bakshim (Danny Pudi) a hlavním scenáristou C. W. Longbottomem (F. Murray Abraham).

## Obsazení

### Hlavní role
- Rob McElhenney jako Ian Grimm, kreativní ředitel
- Ashly Burch jako Rachel, herní tester
- Jessie Ennis jako Jo, Davidova bývalá asistentka a Bradova současná asistentka
- Imani Hakimová jako Dana, herní tester
- David Hornsby jako David Brittlesbee, výkonný producent
- Charlotte Nicdao jako Poppy Liová, hlavní programátorka a později spolutvůrčí ředitelka
- Danny Pudi jako Brad Bakshi, vedoucí oddělení monetizace
- F. Murray Abraham jako spisovatel C.W. Longbottom, hlavní scenárista (první a druhá řada)

### Vedlejší role
- Caitlin McGee jako Sue Gorgonová
- Naomi Ekperigin jako Carol
- Humphrey Ker jako Paul
- Elisha Henig jako Brendan / Hovnošláp (první řada)
- Aparna Nancherla jako Michelle (první řada)
- John DiMaggio jako Dan Williams (první řada)
- Craig Mazin jako Lou (první řada) a Sol Green („Backstory!“)
- Derek Waters jako Phil (druhá řada)
- Chris Naoki Lee jako Kevin (druhá řada)
- Jonathan Wiggs jako Jonathan (druhá řada)
- Parvesh Cheena jako Zack Bakshi (druhá řada)
- Shelley Hennigová jako A. E. Goldsmithová („Backstory!“) a Ginny („Peter“)

### Hostující role
- Jake Johnson jako Michael / Doc („A Dark Quiet Death“)
- Cristin Miliotiová jako Bean („A Dark Quiet Death“)
- Geoffrey Owens jako Tom („A Dark Quiet Death“)
- Anthony Hopkins jako vyprávěč „Everlight“)[8]
- Snoop Dogg jako on sám („Breaking Brad“)
- Josh Brener jako mladý C.W. Longbottom („Backstory!“)
- Michael Cassidy jako mladý Peter Cromwell („Backstory!“)
- William Hurt jako Peter Cromwell („Peter“)

## Řady a díly
| Řada | Díly          | Premiéra na Apple TV+ | Premiéra na Apple TV+ |
| Řada | Díly          | První díl             | Poslední díl          |
| ---- | ------------- | --------------------- | --------------------- |
| 1    | 9             | 7. února 2020         | 7. února 2020         |
| 2    | 9             | 7. května 2021        | 25. června 2021       |
| 3    | bude oznámeno | 2022                  | bude oznámeno         |
| 4    | bude oznámeno | bude oznámeno         | bude oznámeno         |

## Produkce

### Vývoj
Dne 9. srpna 2018 bylo oznámeno, že si Apple objednal nový půlhodinový komediální seriál napsaný Robem McElhenneyem, Megan Ganzovou a Charliem Dayem, z nichž všichni také působí jako výkonní producenti po boku Michaela Rotenberga, Nicholase Frenkela, Gérarda Guillemota, Jasona Altmana a Danielle Kreinikové. Produkční společnosti zapojené do výroby seriálu sestávají z RCG Productions, 3 Arts Entertainment a Ubisoft Film & Television. Dne 18. ledna 2020 bylo oznámeno, že Apple obnovil seriál pro druhou řadu, před premiérou první řady. V únoru 2021 bylo odhaleno, že druhá řada bude mít premiéru na Apple TV+ 7. května 2021.
Ubisoft, velký vydavatel videoher, pomáhal s vývojem seriálu. McElhenney řekl, že koncept show vyplynul z diskuse, kterou s ním Ubisoft vedl o produkci televizní show o videohrách. McElhenney byl pozván do Ubisoft Montreal, aby o projektu diskutoval, a přestože zpočátku váhal, když procházel studiem, viděl potenciální vizi show. Od té doby Ubisoft asistuje při navrhování postav videoher a herního světa a také poskytuje další umělecká díla pro show. Ubisoft také pomohl scenáristům s podrobnostmi o vývoji videoher, aby zůstali autentickí vůči průmyslovým přístupům. Dne 21. října 2021 Apple prodloužil seriál o třetí a čtvrtou řadu.

### Casting
Spolu s počátečním oznámením seriálu bylo potvrzeno, že Rob McElhenney bude hrát v seriálu. Dne 1. února 2019 bylo oznámeno, že se k obsazení seriálu připojili F. Murray Abraham, Imani Hakimová, David Hornsby, Danny Pudi, Ashly Burch, Charlotte Nicdao a Jessie Ennis. Anthony Hopkins byl obsazen jako vypravěč ve speciálu „Everlight“ v dubnu 2021. Apple vedle vydání traileru druhé řady rovněž v dubnu 2021 oznámil, že Humphrey Ker, Chris Naoki Lee a Jonathan Wiggs byli obsazeni do druhé řady, včetně Snoop Dogga a Dereka Waterse v hostujících rolích. V dubnu 2022 bylo oznámeno, že F. Murray Abraham opustil seriál a již se nevrátí ve třetí řadě.

### Natáčení
V březnu 2019 The New York Times uvedl, že natáčení první řady skončilo. Speciál s názvem Mythic Quest: Karanténa byl napsán, natočen a sestříhán za pouhé tři týdny, vše na dálku během pandemie covidu-19, za použití produktů dodávaných společností Apple, jako jsou iPhony. Dne 11. listopadu 2020 Deadline Hollywood oznámil, že produkce druhé řady byla pozastavena po pozitivních testech členů produkčního týmu na covid-19. V prosinci 2020 bylo dále hlášeno, že zatímco Rob McElhenney tvrdil, že „k dnešnímu dni zůstává NULOVÝ důkaz o jakémkoli přenosu na pracovišti“, nejméně 12 členů produkčního štábu, kteří spolu pracovali v úzkém kontaktu, se nakazilo Covidem-19, druhý shluk případů Covidu-19 spojený s produkcí Mythic Quest, který vedl k dalšímu pozastavení výroby.
Během panelu Mythic Quest na Winter Press Tour Asociace televizních kritiků v únoru 2021 McElhenney uvedl, že „nechtěl být známý jako osoba, kvůli které onemocněl F. Murray Abraham“, a vysvětlil, že Abrahamova postava pokračovala v práci na dálku během prvních několika epizod a ve skutečnosti netočila osobně až do sedmé epizody druhé řady, kde probíhalo testování na Covid „až pět dní v týdnu“ a Abrahamovy scény zahrnovaly pouze „velmi malé množství lidí na kameře“. V březnu 2021 Variety oznámilo, že celkem 26 členů štábu Mythic Questu onemocnělo na Covid-19, což z něj udělalo „největší ohnisko Covidu-19 v porovnání s jakýmkoli seriálem v Los Angeles“.

## Nominace a ocenění
| Rok  | Cena                              | Kategorie                                                                          | Nominovaní | Výsledek | Ref.   |
| ---- | --------------------------------- | ---------------------------------------------------------------------------------- | --- | -------- | ------ |
| 2021 | Hollywood Critics Association     | Nejlepší seriál, komedie                                                           | Mythic Quest | nominace | [ 21 ] |
| 2021 | Hollywood Critics Association     | Nejlepší herec v seriálu, komedie                                                  | Rob McElhenney | nominace | [ 21 ] |
| 2021 | Hollywood Critics Association     | Nejlepší herec ve vedlejší roli v seriálu, komedie                                 | Danny Pudi | nominace | [ 21 ] |
| 2021 | Primetime Emmy Awards             | Vynikající vypravěč                                                                | Anthony Hopkins (za epizodu „Everlight“) | nominace | [ 22 ] |
| 2021 | Primetime Emmy Awards             | Vynikající střih zvuku pro komediální nebo dramatický seriál (půlhodina) a animaci | Matthew E. Taylor, Sean Heissinger, Pete Nichols, Matthew Wilson, David Jobe, Joe Deveau, Jody Holwadel Thomas a Elizabeth Rainey (za epizodu „Everlight“) | nominace | [ 22 ] |
| 2021 | Ceny Asociace televizních kritiků | Nejlepší komedie                                                                   | Mythic Quest | nominace | [ 23 ] |
| 2021 | Ceny Asociace televizních kritiků | Nejlepší herecký výkon v komediálním seriálu                                       | Charlotte Nicdao | nominace | [ 23 ] |